# يوبي سوفت كييف
يوبي سوفت كييف (بالإنجليزية: Ubisoft Kiev)‏ تعرف سابقًا باسم يوبي سوفت أوكرانيا (بالإنجليزية: Ubisoft Ukraine)‏، هي شركة تطوير ألعاب فيديو أوكرانية تأسست عام 2008 وهي تابعة لشركة يوبي سوفت.

## الألعاب
- توم كلوني هوكس
- أساسنز كريد II
- أساسنز كريد: برذرهود
- توم كلانسي سبلينتر سيل: كونفيكشن
- أساسنز كريد: ريفليشنز
- درايفر: سان فرانسيسكو
- أساسنز كريد III
- أساسنز كريد IV: بلاك فلاغ
- أساسنز كريد يونيتي
- أساسنز كريد روغ